# Józef Twaróg
Józef Twaróg (ur. 12 marca 1889 w Dojazdowie, zm. 1940 w Kalininie) – nadkomisarz Policji Państwowej, ofiara zbrodni katyńskiej.

## Życiorys
Urodził się w Dojazdowie, w rodzinie Kacpra i Marty z Wójcików. Od 11 listopada 1918 do 7 stycznia 1919 w Wojsku Polskim. Od 1 lutego 1919 roku do 14 kwietnia 1920 w Policji Państwowej. Od 15 kwietnia 1920 do 20 stycznia 1923 ponownie w Wojsku Polskim. Od 1 lipca 1923 znów w Policji Państwowej. Służył m.in. jako Komendant Powiatowy Policji w Brześciu nad Bugiem. 13 sierpnia 1936 został przeniesiony na stanowisko oficera inspekcyjnego w Komendzie Wojewódzkiej Policji w Brześciu nad Bugiem.
8 stycznia 1924 został zatwierdzony w stopniu porucznika ze starszeństwem z 1 czerwca 1919 i 2050. lokatą w korpusie oficerów piechoty. Posiadał wówczas przydział w rezerwie do 76 Pułku Piechoty w Grodnie. W 1934, jako porucznik rezerwy pozostawał w ewidencji Powiatowej Komendy Uzupełnień Łuniniec. Posiadał przydział do Oficerskiej Kadry Okręgowej Nr IX. Był wówczas w grupie „pełniących służbę w Policji Państwowej w stopniach oficerów PP”.
W czasie kampanii wrześniowej 1939 dostał się do sowieckiej niewoli. Przebywał w obozie w Ostaszkowie. Wiosną 1940 został zamordowany przez funkcjonariuszy NKWD w Kalininie (obecnie Twer) i pogrzebany w Miednoje. Od 2 września 2000 spoczywa na Polskim Cmentarzu Wojennym w Miednoje.
4 października 2007 został pośmiertnie awansowany na stopień podinspektora Policji Państwowej.

## Odznaczenia
- Złoty Krzyż Zasługi[1]
- Srebrny Krzyż Zasługi[1]
- Brązowy Krzyż Zasługi[1]
- Medal Dziesięciolecia Odzyskanej Niepodległości[1]
- Srebrny Medal za Długoletnią Służbę[1]
- Krzyż Kampanii Wrześniowej 1939 r. - 1 stycznia 1986 (pośmiertnie)[8]